# Upplands runinskrifter 711
Upplands runinskrifter 711 är en vikingatida ristning på ett jordfast stenblock av ljusgrå granit med vita kvartsinslag i Nybygget, Kungs-Husby socken och Enköpings kommun. Ristningen är rent ornamental, och har endast slingor utan runor. Ristningens yta är 1,45 meter bred och 1,13 meter hög.